# Reprezentacja Chorwacji w piłce wodnej mężczyzn
Reprezentacja Chorwacji w piłce wodnej mężczyzn – zespół, biorący udział w imieniu Chorwacji w meczach i sportowych imprezach międzynarodowych w piłce wodnej, powoływany przez selekcjonera, w którym mogą występować wyłącznie zawodnicy posiadający obywatelstwo chorwackie. Za jej funkcjonowanie odpowiedzialny jest Chorwacki Związek Piłki Wodnej (HVS), który jest członkiem Międzynarodowej Federacji Pływania.

## Historia
Po uzyskaniu niepodległości Chorwacji narodowa drużyna w piłce wodnej wzięła udział w pierwszym turnieju, a także w pierwszym finale w 1993 roku w Igrzyskach śródziemnomorskich, a następnie w 1993 roku w Mistrzostwach Europy, gdzie Chorwacja zajęła 5. miejsce.

## Udział w turniejach międzynarodowych

### Igrzyska olimpijskie
| 1992 | Nie uczestniczyła | Nie uczestniczyła |
| 1996 | Finał             | Wicemistrz        |
| 2000 | Ćwierćfinał       | 7. miejsce        |
| 2004 | Runda wstępna     | 10. miejsce       |
| 2008 | Ćwierćfinał       | 6. miejsce        |
| 2012 | Finał             | Mistrz            |
| 2016 | Finał             | Wicemistrz        |
| 2020 | Eliminacje w toku |                   |

### Mistrzostwa świata
| 1994 | Awans             | 4. miejsce |
| 1998 | Awans             | 9. miejsce |
| 2001 | Awans             | 8. miejsce |
| 2003 | Awans             | 9. miejsce |
| 2005 | Awans             | 4. miejsce |
| 2007 | Awans             | Mistrz     |
| 2009 | Awans             | 3. miejsce |
| 2011 | Awans             | 3. miejsce |
| 2013 | Awans             | 3. miejsce |
| 2015 | Awans             | Wicemistrz |
| 2017 | Awans             | Mistrz     |
| 2019 | Eliminacje w toku |            |

### Puchar świata
Chorwacja 9 razy uczestniczyła w finałach Pucharu świata. W 2010 zdobyła srebrne medale.
| 1993 | Nie uczestniczyła       | Nie uczestniczyła       |
| 1995 | Awans                   | 6. miejsce              |
| 1997 | Awans                   | 8. miejsce              |
| 1999 | Nie zakwalifikowała się | Nie zakwalifikowała się |
| 2002 | Awans                   | 8. miejsce              |
| 2006 | Awans                   | 4. miejsce              |
| 2010 | Awans                   | Wicemistrz              |
| 2014 | Awans                   | 3. miejsce              |
| 2018 | Awans                   | 5. miejsce              |

### Mistrzostwa Europy
| 1993 | Awans             | 5. miejsce |
| 1995 | Awans             | 4. miejsce |
| 1997 | Awans             | 4. miejsce |
| 1999 | Awans             | Wicemistrz |
| 2001 | Awans             | 4. miejsce |
| 2003 | Awans             | Wicemistrz |
| 2006 | Awans             | 7. miejsce |
| 2008 | Awans             | 4. miejsce |
| 2010 | Awans             | Mistrz     |
| 2012 | Awans             | 9. miejsce |
| 2014 | Awans             | 5. miejsce |
| 2016 | Awans             | 7. miejsce |
| 2018 | Awans             | 3. miejsce |
| 2020 | Eliminacje w toku |            |